# IC 5279
IC 5279 је спирална галаксија у сазвјежђу Индијанац која се налази на листи објеката дубоког неба у Индекс каталогу.
Деклинација објекта је - 69° 12' 36" а ректасцензија 23h 3m 2,6s. Привидна величина (магнитуда) објекта IC 5279 износи 13,4 а фотографска магнитуда 14,3. IC 5279 је још познат и под ознакама ESO 77-1, AM 2259-692, IRAS 22597-6928, PGC 70335.